# جامع ملا حسين بسكندي
جامع ملا حسين بسكندي وهو من مساجد العراق الأثرية والتراثية، ولقد شيد في عام 1317هـ/1899م، ويقع في مدينة السليمانية، وتبلغ مساحتهُ 2500م2 ويحتوي على غرفة ودار وعين ماء للوضوء، ويبلغ طول الحرم 10م وعرضه 20م، ويقوم على أعمدة كونكريت، وتم تغليف سقفه بسقوف ثانوية، وتوجد قبالة الحرم ساحة كبيرة، ويقع في مقدمته أبيات من الشعر مكتوبة:
ومن الأئمة الأعلام الذين تعاقبوا فيه بمنصب الإمامة:
- الملا أمين.
- الملا سلام بن ملا حسين.
- الملا عبد الله.
- الملا عمر معروف حسن.[1]

تقام في المسجد حالياً الصلوات الخمس المكتوبة فقط.